# Nototriche pseudopichensis
Nototriche pseudopichensis là một loài thực vật có hoa trong họ Cẩm quỳ. Loài này được Hochr. mô tả khoa học đầu tiên năm 1957.